# Höhenfeuer
Höhenfeuer is een Zwitserse dramafilm uit 1985 onder regie van Fredi M. Murer. Hij won met deze film de Gouden Luipaard op het filmfestival van Locarno.

## Verhaal
De dove Bub en zijn zus Belli wonen bij hun conservatieve ouders op een boerderij in de Alpen. Na schooltijd leert Belli haar broertje schrijven. Ze vormen een onafscheidelijk stel.

## Rolverdeling
| Acteur            | Personage   |
| ----------------- | ----------- |
| Thomas Nock       | Bub         |
| Johanna Lier      | Belli       |
| Dorothea Moritz   | Moeder      |
| Rolf Illig        | Vader       |
| Tilli Breidenbach | Grootmoeder |
| Jörg Odermatt     | Grootvader  |